# Associação Esportiva Cearazinho
O  Associação Esportiva Cearazinho foi um clube brasileiro de futebol da cidade de Paracuru, no estado de Ceará., sob o nome de Tampa Azul, que durou somente duas partidas. Dez anos mais tarde, em 1985, filia-se a Federação Cearense de Futebol. Em 1987 inscreve-se para a disputa da seletiva, equivalente a segunda divisão do estadual, ficando com a terceira colocação. Ainda neste mesmo ano, conquista a mesma posição do torneio Vale do Curu. Em 1994 disputa a terceirona, ficando na sexta posição.
Dono de cinco titulos municipais, além de ter revelados varios craques, como Jorge Veras"

## Participações no Campeonato Cearense da Segunda Divisão
| Ano  | Posição |
| 1994 | 6º      |